# Эно, Андре
Андре́ Робе́р Эно́ (фр. André Robert Hainault; род. 17 июня 1986, Водрёй-Дорион, Квебек, Канада) — канадский футболист, защитник. Выступал за сборную Канады.

## Клубная карьера
Эно начал свою карьеру в канадском «Монреаль Импакт», выступавший в первом дивизионе чемпионата США. За команду он провёл всего три матча.
В 2005 году Андре переходит в чешский клуб «Баник», где в то время выступал ветеран чешского футбола Хорст Зигль. Эно быстро адаптировался в команде, став все чаще выходить в основном составе. В феврале 2006 года он забил победный гол в победном матче против «Словацко». В 2008 году Андре выступал за пражскую «Спарту» на правах краткосрочной аренды.
14 апреля 2009 года Эно перешёл в команду MLS «Хьюстон Динамо», подписав четырёхлетний контракт. 3 мая того же года в матче против «Нью-Инглэнд Революшн», он дебютировал в MLS. 25 октября в поединке против «Чивас США», Эно забил свой первый гол за «Хьюстон». Летом 2011 года Эно интересовался французский «Бордо», но защитник принял решение остаться в США.
Зимой 2013 года Эно перешёл в шотландский «Росс Каунти». 23 сентября в матче против «Мотеруэлла» Андре дебютировал в шотландской Премьер-лиге. 19 мая в поединке против «Ивернесса» он забил свой первый гол за команду.
Летом 2013 года Андре перешёл в немецкий «Аален», подписав двухлетний контракт. 19 июля в матче против «Зандхаузена» он дебютировал во Второй Бундеслиге. 24 октября 2014 года в поединке против берлинского «Униона» Эно забил свой первый гол за «Аален».
12 августа 2015 года Андре подписал контракт с «Магдебургом» сроком до 30 июня 2016 года. 16 августа в матче против «Галлешера» он дебютировал в третьей немецкой лиге. 20 апреля 2016 года Эно продлил контракт с «Магдебургом» до 30 июня 2018 года. 11 марта 2018 года в матче против своего бывшего клуба «Аален» он забил свой первый гол за «Магдебург».
Летом 2018 года Эно перешёл в «Кайзерслаутерн», подписав двухлетний контракт. За «Кайзерслаутерн» он дебютировал 28 июля в матче стартового тура сезона 2018/19 против «1860 Мюнхена». 4 мая 2019 года в матче против «Унтерхахинга» он забил свой первый гол за «Кайзерслаутерн». 3 августа 2020 года Эно подписал новый годичный контракт с «Кайзерслаутерном».

## Международная карьера
В 2005 году Эно в составе молодёжной сборной Канады был участником молодёжного чемпионата мира в Нидерландах, где принял участие в трёх матчах.
В ноябре 2006 года в товарищеском матче против сборной Венгрии, он дебютировал за сборную Канады. 11 октября 2008 года в поединке отборочного раунда чемпионата мира 2010, против сборной Гондураса, Эно забил свой первый гол за национальную команду.
В 2007 году Эно помог сборной завоевать серебряные медали Золотого кубка КОНКАКАФ. На турнире он сыграл против сборных Коста-Рики, Гваделупы, Гватемалы, Гаити и США.
В 2009 году Андре во второй раз принял участие в Золотом кубке КОНКАКАФ. На турнире он принял участие в матче против сборной Коста-Рики.
В 2011 году Эно в третий раз попал в заявку на участие в Золотом кубке КОНКАКАФ. На турнире он принял участие в матчах против сборных США, Панамы и Гваделупы.
В 2015 году Эно попал в заявку сборной на участие в Золотом кубка КОНКАКАФ. На турнире он сыграл в матчах против сборных Коста-Рики и Ямайки.

### Голы за сборную Канады
| #  | Дата            | Место                                         | Противник | Результат | Соревнование                       |
| -- | --------------- | --------------------------------------------- | --------- | --------- | ---------------------------------- |
| 1. | 11 октября 2008 | Олимпийский Стадион, Сан-Педро-Сула, Гондурас | Гондурас  | 1:3       | Чемпионат мира 2010 (квалификация) |
| 2. | 29 марта 2011   | Стадион Ататюрка, Анталья, Турция             | Беларусь  | 1:0       | Товарищеский матч                  |

## Достижения
Командные
 «Магдебург»
- Победитель Третьей лиги Германии: 2017/18